# Hans Joachim Neidhardt
Hans Joachim Neidhardt (* 20. Januar 1925 in Leipzig; † 1. Februar 2024 in Dresden) war ein deutscher Kunsthistoriker, Museumskustos und Kurator.

## Leben
Hans Joachim Neidhardt wuchs in Leipzig auf und studierte dort von 1942 bis 1959 Architektur, Graphik, Kunstgeschichte und Archäologie mit kriegs- und kriegsfolgenbedingten Unterbrechungen. Von 1959 bis 1990 war er wissenschaftlicher Mitarbeiter, später Kustos für die Malerei des 19. Jahrhunderts an der Gemäldegalerie Neue Meister Dresden. Die Aufforderung, in die SED einzutreten, lehnte er aufgrund seines christlichen Glaubens strikt ab.
Ab 1989 arbeitete er in Bürgerinitiativen zur kulturellen und städtebaulichen Entwicklung Dresdens, der Frauenkirche und des historischen Neumarkts (siehe Gesellschaft Historischer Neumarkt Dresden), sowie der Einrichtung einer Städtischen Kunstgalerie. 1994 bekam er einen Lehrauftrag für Kunstgeschichte an der Technischen Universität Dresden. Im Jahr 1995 wurde er Ehrenprofessor des Freistaates Sachsen.
Neidhardt lebte bis zu seinem Tod in Dresden und hatte zwei Kinder. Er starb Anfang Februar 2024 kurz nach seinem 99. Geburtstag.

## Auszeichnungen
- 1986: Kunstpreis der Stadt Dresden
- 1997: Bundesverdienstkreuz am Bande

## Ausstellungen
- 1974: Caspar David Friedrich und sein Kreis (Dresden, 260 000 Besucher)
- 1978: Kunst der Dresdner Romantik (Tokyo und Kyoto)
- 1984: Ludwig Richter und sein Kreis (Dresden, 310 000 Besucher)
- 1969/1989: Carl Gustav Carus (Dresden)
- 1990: Ferdinand von Rayski (Dresden und München)
- Mitwirkung an Ausstellungen deutscher romantischer Kunst in London, Paris, Oslo, Stockholm und Bern (Katalogbeiträge, Vorträge)

## Publikationen
- Die Malerei der Romantik in Dresden (1976) – Japanische Ausgabe (1984)
- Ludwig Richter (1969 und 1991)
- Dresden – wie es Maler sahen (1983)
- Deutsche Malerei des 19. Jahrhunderts (1990)
- Meisterwerke aus Dresden. Gemäldegalerie Neue Meister (1994)
- Bilder von Ernst Hassebrauk Venedig (1995)
- Ernst Ferdinand Oehme – Werkverzeichnis der Gemälde und bildmäßigen Zeichnungen. In: Ernst Ferdinand Oehme 1797–1855. Ein Landschaftsmaler der Romantik. Ausstellungskatalog Dresden (1997)
- Caspar David Friedrich und die Malerei der Dresdner Romantik. Aufsätze und Vorträge. Mit Schriftenverzeichnis über 220 Titel (2005)
- Wiederentdeckt: Frühlingsmorgen im Lauterbrunner Tal. 1827. Ludwig Richter und die Alpendarstellung der Dresdner Romantik  (2011)
- Über dem Nebelmeer. Lebenserinnerungen (2020)